# Гермес Бельведерский
Гермес Бельведерский (итал. Hermes Belvedere, также Гермес, называемый Антиноем Бельведерским) — мраморная древнеримская статуя Гермеса (Меркурия), которая изначально считалась изображением Антиноя. Она является одиним из шедевров ватиканского Бельведера (Музея Пио-Клементино) и оказало большое влияние на развитие искусства.

## Описание
Статуя изображает обнажённого молодого мужчину. Его тело запечатлено в расслабленной позе контрапоста. Голова задумчиво наклонена вперёд и вправо. Меланхоличный взгляд направлен вниз. Обмотанный вокруг левого предплечья плащ другим своим концом перекинут через левое плечо. Скульптура имеет античные аналоги: Гермес Фарнезский из Британского музея и Гермес-Андрос из Национального археологического музея в Афинах.
|                                 |                                       |  |  |  |  |  |
| Гермес Фарнезе Британский музей | Гермес-Андрос Национальный музей Афин |  |  |  |  |  |

## История
Скульптура была создана в эпоху римского императора Адриана. Считается что неизвестный скульптор черпал вдохновение из работ школы Праксителя.
По одним данным статую обнаружили около Базилики Святых Сильвестра и Мартина на Эсквилинском холме. По другим сведениям, она была найдена около 1540 года под стенами Замка Святого Ангела, где в античное время располагался мавзолей императора Адриана. По этой причине её стали считать изображением императорского фаворита и возлюбленного Антиноя. В 1543 году папа римский Павел III приобрёл статую за 1000 дукатов. Она была размещена во дворе Бельведерского дворца, откуда и берёт своё название. После заключения Толентинского мирного договора 1797 года скульптура была вывезена в Париж. Она вернулась в Рим в 1815 году после падения Наполеона.
Обнаружение статуи вызвало большой резонанс. В течение XVI и XVII веков слава об этом произведении разнеслась по всей Европе: мраморные копии заказали для себя многие королевские семьи, например Карл I Стюарт, Людовик XIV и Пётр I. Пуссен видел в нём идеал классических пропорций, а Винкельман (принимавший статую за изображение Мелеагра) особенно восхищался проработкой лица. Антиной Бельведерский оказал большое влияние на искусство эпох Возрождения и барокко.
В начале XIX века итальянский археолог Эннио Квирино Висконти интерпретировал скульптуру как изображения бога Гермеса, что подтвердилось более поздними находками аналогичных римских скульптур.
|                                                                  |                                              |                                                                           |                                     |                                             |                                                            |
| Антиной Бельведерский. Ок 1630 г.. Пьетро Такка (?). Музей Гетти | «Антиной». XVIII век. Асмус Фрауэн. Сан-Суси | «Антиной». 1720-1722 гг.. Франческо Кабьянка. Летний сад, Санкт-Петербург | «Мелеагр». Большой каскад, Петергоф | Антиной Бельведерский. 1651-1715 гг.. Прадо | Иллюстрация Энциклопедии наук, искусств и ремёсел, 1763 г. |